# Litracon
Litracon steht für Light Transmitting Concrete (lichtdurchlässiger Beton) und ist eine Marke eines transluzenten Betons. Sein Erfinder und Inhaber mehrerer Patentanmeldungen und Patente ist der ungarische Architekt Áron Losonczi.
Zur Herstellung werden feinkörniger Beton und Glasfasermatten schichtweise in vorgefertigten Formen gegossen. Da der Anteil der Glasfasern mit 4 % gering ist und diese zudem einen kleinen Durchmesser (von 2 Mikrometer bis 2 Millimeter) aufweisen, entspricht die Festigkeit der von gewöhnlichem Beton. Die annähernd verlustfreie Lichtleitung durch die optischen Fasern ermöglicht es, auch noch bei bis zu zwanzig Zentimetern Wanddicke, Licht, Schattenwürfe oder sogar Farben zu sehen. Bei einem Glasfaseranteil von 4 % beträgt die Lichtdurchlässigkeit des Materials nach Angaben des Herstellers noch 3 %.
Litracon wurde vom Designzentrum Nordrhein-Westfalen am 4. Juli 2005 in Essen mit dem 'red dot: best of the best'-Preis für höchste Designqualität ausgezeichnet und war für den Designpreis der Bundesrepublik Deutschland 2006 nominiert.
Die Produktpalette der von Áron Losonczi 2004 gegründeten LiTraCon Bt. umfasst bisher Baublöcke, Platten und eine Lampe (LiTraCube). Die Fabrik befindet sich in Csongrád, 160 Kilometer von der ungarischen Hauptstadt Budapest.